# Episodi di Hope & Gloria (seconda stagione)
La seconda stagione della serie televisiva Hope & Gloria è stata trasmessa in anteprima negli Stati Uniti d'America dalla NBC tra il 24 settembre 1995 e il 22 giugno 1996.
| nº | Titolo originale                       | Titolo italiano | Prima TV USA      | Prima TV Italia |
| -- | -------------------------------------- | --------------- | ----------------- | --------------- |
| 1  | An Embarrassment of Teapots            |                 | 24 settembre 1995 |                 |
| 2  | Dumb & Smarter                         |                 | 1º ottobre 1995   |                 |
| 3  | A Star Is Reborn                       |                 | 8 ottobre 1995    |                 |
| 4  | Love in the Afternoon                  |                 | 29 ottobre 1995   |                 |
| 5  | Manager and Woman                      |                 | 5 novembre 1995   |                 |
| 6  | How to Get an Ed in Business           |                 | 12 novembre 1995  |                 |
| 7  | Listen, Sister                         |                 | 19 novembre 1995  |                 |
| 8  | Money You Should Mention               |                 | 3 dicembre 1995   |                 |
| 9  | Consenting Adults                      |                 | 10 dicembre 1995  |                 |
| 10 | The Dupree Family Christmas            |                 | 17 dicembre 1995  |                 |
| 11 | Enemies: A Love Story                  |                 | 6 gennaio 1996    |                 |
| 12 | The Man Upstairs                       |                 | 13 gennaio 1996   |                 |
| 13 | Danny, Oh Boy                          |                 | 20 gennaio 1996   |                 |
| 14 | A New York Story                       |                 | 3 febbraio 1996   |                 |
| 15 | Tainted Love                           |                 | 10 febbraio 1996  |                 |
| 16 | One Sorry Mother                       |                 | 16 marzo 1996     |                 |
| 17 | A Sentimental Education                |                 | 23 marzo 1996     |                 |
| 18 | The Art of the Deal                    |                 | 30 marzo 1996     |                 |
| 19 | Sit Down, You're Rockin' the Funicular |                 | 6 aprile 1996     |                 |
| 20 | Note to Self                           |                 | 13 aprile 1996    |                 |
| 21 | Baby Love                              |                 | 20 aprile 1996    |                 |
| 22 | Come Back Lil' Tina                    |                 | 22 giugno 1996    |                 |